# 2109
2109 (ММCIX) е обикновена година, започваща във вторник според Григорианския календар. Тя е 2109-ата година от новата ера, сто и деветата от третото хилядолетие и десетата от 2100-те.